# Nybyn, Örnsköldsviks kommun
Nybyn är en ort i Sidensjö socken, Örnsköldsviks kommun och Västernorrlands län. Bebyggelsen i norra delen av orten har av SCB avgränsats till en småort namnsatt till Nybyn (norra delen). Nybyn ligger strax norr om Sidensjö samhälle.